# Gymnopogon ambiguus
Gymnopogon ambiguus är en gräsart som först beskrevs av André Michaux, och fick sitt nu gällande namn av Britton, Stern och Justus Ferdinand Poggenburg. Gymnopogon ambiguus ingår i släktet Gymnopogon och familjen gräs. Inga underarter finns listade i Catalogue of Life.